# Скуби-Ду и WWE: Проклятието на пилота-фантом
„Скуби-Ду и WWE: Проклятието на пилота-фантом“ (на английски: Scooby-Doo! and WWE: Curse of the Speed Demon) е директно издаден на DVD анимационен филм от 2015 г., и е двадесет и седмият филм от директно издадените на видео поредици от филми за „Скуби-Ду“. Той е копродукция между Warner Bros. Animation и WWE Studios. Филмът е директно продължение на „Скуби-Ду: Мистерията за Кечмания“ (Scooby-Doo! WrestleMania Mystery). Премиерата му е на 23 юли 2016 г. в „Сан Диего Комик-Кон“ (San Diego Comic-Con International), последван е в дигитално пускане на 26 юли 2016 г. и е пуснат на DVD на 8 август 2016 г. във Великобритания. Филмът също е пуснат на DVD и Blu-ray на 9 август 2016 г. от Warner Home Video.

## В България
В България филмът е излъчен на 5 декември 2020 г. по bTV Comedy с български войсоувър дублаж на Саунд Сити Студио. Екипът се състои от:
| Озвучаващи артисти  | Милена Живкова Златина Тасева Георги Тодоров Кирил Ивайлов Александър Воронов |
| Преводач            | Виолета Георгиева                                                             |
| Тонрежисьор         | Светослав Димитров                                                            |
| Режисьор на дублажа | Тодор Георгиев                                                                |